# Saint-Germain-des-Vaux
Saint-Germain-des-Vaux [sɛ̃ ʒɛʁmɛ̃ de vo] ist eine Ortschaft und eine ehemalige französische Gemeinde mit 332 Einwohnern (Stand: 1. Januar 2022) im Département Manche in der Region Normandie. Sie gehörte zum Arrondissement Cherbourg und zum Kanton La Hague. Die Einwohner nennen sich Saint-Germaniais.

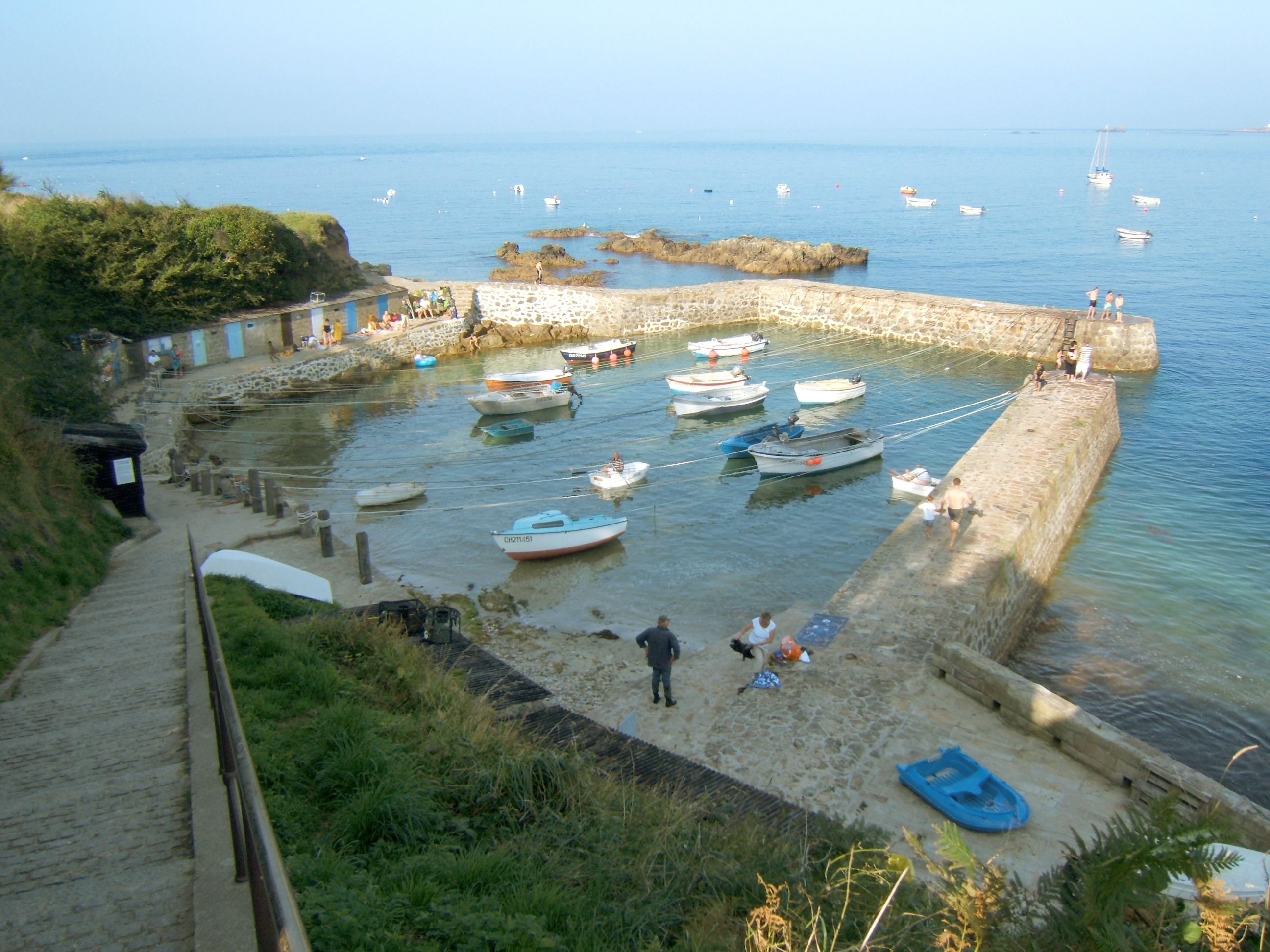
Port Racine

Mit Wirkung vom 1. Januar 2017 wurde die bisherige Gemeinde Saint-Germain-des-Vaux mit den übrigen 18 Gemeinden der ehemaligen Communauté de communes de la Hague zu einer Commune nouvelle mit dem Namen La Hague zusammengeschlossen und verfügt in der neuen Gemeinde über den Status einer Commune déléguée. Der Verwaltungssitz befindet sich im Ort Beaumont-Hague.

## Geografie
Saint-Germain-des-Vaux liegt fast am Ende der Halbinsel Cotentin, im Gebiet von La Hague. Angrenzende Gemeinden waren Omonville-la-Petite im Osten, Jobourg im Süden und Auderville im Westen.
Saint-Germain-des-Vaux war die nördlichste Gemeinde der Basse-Normandie. Die Gemeinde bestand aus den Weilern Le Bourg und Hameau Danneville.
Im Rahmen der europäischen Initiative Natura2000 ist Saint-Germain-des-Vaux von der speziellen Schutzzone Heiden und Dünen von La Hague und von der Schutzzone europäischer Bedeutung Küste und Heiden von La Hague betroffen.

## Toponymie
Die namengebende Kirche ist dem „heiligen“ Germanus Saint Germain à la Rouelle geweiht, der die Gegend christianisierte und 480 in Aumale starb. Der Namenszusatz des-Vaux bedeutet „der (Familie) von Vaux“.

## Geschichte
Am 7. Januar 1700 fiel der Meteoroid Ignès bei Alderney ins Meer. Er machte viel Lärm, die Häuser in Auderville und Saint-Germain-des-Vaux wurden erschüttert. Das Phänomen wurde ebenfalls in Cherbourg und Valognes wahrgenommen.

## Sehenswürdigkeiten
- Roche Gélétan: Ausgrabungen, die eine der ältesten bewohnten Stätten, die ins frühe Paläolithikum zurückreicht, auf der Halbinsel Cotentin zum Vorschein brachten (vgl. Fermanville)
- Port Racine, ein nach dem Freibeuter François-Médard Racine (1774–1817) benannter kleiner Hafen
- Menhir de la Bergerie des Étennevaux in Saint-Germain-des-Vaux
- Garten Jacques Prévert, der 10 Jahre nach dem Tod seines Namensgebers im benachbarten Omonville-la-Petite, im Moulins-Tal angelegt wurde – Yves Montand spendete eine Kiefer, Mouloudji einen Eukalyptus und Serge Reggiani einen Birnbaum der Sorte Poirier pleureur (Weidenblättrige Birne „Pendula“)
- Kirche Saint-Germain aus dem  13. und 17. Jahrhundert, die  Saint Germain à la Rouelle[5] geweiht ist und am 18. Dezember 1981 in die Liste der historischen Denkmäler aufgenommen wurde;[6] das Taufbecken findet sich bereits seit Mai 1959 in der Liste der historischen Gegenstände

## Persönlichkeiten
- François-Médard Racine (1774–1817), Freibeuter, nach dem der Port Racine benannt wurde.
- Jean-Baptiste Auguste Digard de Lousta, am 19. Dezember 1803 in Saint-Germain-des-Vaux geboren; regionaler Schriftsteller und Bibliothekar von Cherbourg.